# Kup CEB-e 2005.
Kup CEB-e za 2005. godinu se igrao od 14. – 19- lipnja turnirski u Pragu u Češkoj.
Natjecanje se odvijalo u dva dijela. po kombiniranom liga i kup-sustavu.
Prvi dio natjecanja je bio po jednostrukom liga-sustavu, a bile su dvije skupine. Prva dvojica na ljestvici iz svake skupine su išli dalje u poluzavršnicu, koja se igrala na jedan dobiveni susret.
Pobjednici su igrali jedan susret, koji je davao pobjednika natjecanja.

## 1. dio natjecanja

### Skupina A
- 1.kolo

 Zagreb -  BC Homerunners 18:0

 Marlins Puerta Cruz -  Rouen Huskies
- 2.kolo

 Zagreb -  Marlins Puerta Cruz 11:1

 Homerunners -  Rouen Huskies .:.
- 3.kolo

 Zagreb -  Rouen Huskies 6:5

 Marlins Puerta Cruz -  Homerunners .:.

## 2. dio natjecanja
- Poluzavršnica

 Zagreb -  Fürt Pirates 6:2

Marlins Puerta Cruz - ... 
- Završnica

 Zagreb - Marlins Puerta Cruz 6:4
Hrvatski klub Zagreb je pobjednik kupa CEB-e za 2005. godinu.